# Charte des Tibétains en exil
La Charte des Tibétains en exil a été rédigée par le Comité de rédaction de la Constitution et adoptée le 14 juin 1991 par le Parlement tibétain en exil à Dharamsala en Inde. C'est un texte de loi gouvernant les fonctions du gouvernement tibétain en exil (ou administration centrale tibétaine). La charte fait profession d’adhérer à la déclaration universelle des droits de l'homme et de garantir à tous les Tibétains en exil l’égalité devant la justice et la jouissance de tous les droits et libertés sans discrimination.
Elle fait suite à la « Constitution du Tibet », dont une première ébauche avait été écrite en 1961 par le dalaï-lama et la version définitive promulguée en 1963. Elle constitue une étape démocratique importante des Tibétains en exil.
Pour le 14e dalaï-lama qui souhaite l'instauration d'une démocratie au Tibet, la charte des Tibétains en exil doit servir de base à la future « Constitution du Tibet libre », qui sera élaborée lors d'une phase de transition conservant les cadres actuels de l'administration tibétaine actuellement en poste au Tibet, après le retrait de ce qu'il appelle « les forces d'occupation chinoises ».
En 1991, les députés tibétains de la 11e Assemblée tibétaine adoptèrent officiellement la Charte des Tibétains en exil et exercèrent toute l'autorité législative.
Le caractère démocratique et laïc de la Charte des Tibétains en exil de 1991 a toutefois été contesté en 2008 par Jean-Luc Mélenchon : les lois votées par l'Assemblée tibétaine en exil requièrent l'approbation du dalaï-lama pour devenir des lois effectives (article 36) ; le pouvoir exécutif est dévolu au dalaï-lama et doit être exercé par lui (article 19) ; une résolution spéciale de 1991 proclame l'obligation politico-religieuse de la foi et de l'allégeance à l'égard du dalaï-lama, « chef suprême spirituel et temporel ».
Pour autant, en avril 2001, à la demande du dalaï-lama, la Charte fut amendée de façon à permettre l'élection du Premier ministre tibétain par les Tibétains en exil. Quant à la résolution spéciale de 1991, rédigée par l'Assemblée tibétaine en exil, elle exprime la demande faite au dalaï-lama de demeurer son chef politique tant que les Tibétains seront en exil, c'est-à-dire jusqu'à la « libération du Tibet », une demande qu'il a acceptée.
En mars 2011, le dalaï-lama demanda au Parlement tibétain en exil un amendement constitutionnel permettant d'acter sa retraite politique.
Malgré la réticence du Parlement, le dalaï-lama persista dans son intention. La chambre des ministres et le Parlement acceptèrent de constituer une commission spéciale chargée de proposer des amendements.

## Historique

### La «Constitution du Tibet» (1961, 1963)
Peu de temps après la création du gouvernement tibétain en exil, que Sophie Behrens Lehman, dans sa thèse soutenue en 2009, qualifie de « premier gouvernement constitutionnel de l’histoire du Tibet », le dalaï-lama prit l’initiative d’une étape démocratique importante en rédigeant et distribuant l’ébauche d’une « constitution du Tibet » en 1961, basée sur les principes de la démocratie moderne. La version définitive de la Constitution du Tibet a été promulguée le 10 mars 1963,,.
Selon Julien Cleyet-Marel, docteur en droit public à l'université Aix Marseille III et auteur d'un ouvrage publié en 2013, le préambule de la Constitution de 1963 proclame les principes du bouddhisme et reconnait les bases pour la fondation d'un système démocratique adaptée au peuple tibétain.
Dans son autobiographie datant de 1990,le 14e dalaï-lama affirme que pour concrétiser le passage de la théocratie à la démocratie, il a souhaité qu'au cas où il serait incompétent, le dalaï-lama en exercice puisse être relevé de ses fonctions par l'Assemblée des députés du peuple tibétain par une majorité des deux tiers. Malgré l'opposition de nombreux Tibétains à cette clause, il a insisté pour qu'elle soit conservée, et on la trouve dans l'article 31.1 de la Charte des Tibétains en exil de 1991,.
Pour Samdhong Rinpoche en 2000, la Constitution du Tibet (qu'il appelle « Constitution pour le Tibet futur »), promulguée par le dalaï-lama en 1963, instaure un système parlementaire mais n'a pu être mise en application, car elle a pour objectif de pouvoir servir de base à une future Constitution au Tibet.
Pour le journaliste Pierre-Antoine Donnet, si cette Constitution a valeur de loi, elle représente un « projet » dans l'attente qu'elle soit approuvée par le peuple tibétain tout entier. Elle garantit les droits fondamentaux de l'ensemble des Tibétains, dont celui du suffrage universel, l'égalité des citoyens devant la loi, la liberté d'expression, de réunion et de religion.
Le texte de la « Constitution du Tibet » de 1963 peut-être trouvé intégralement sur le site du Centre pour la justice au Tibet.

### La Charte des Tibétains en exil (1991)
En 1990, peu après les 10e élections législatives, pour améliorer la démocratisation, le dalaï-lama dissout le Parlement et le Gouvernement tibétain, convoqua une réunion de 300 délégués de la communauté tibétaine en exil qui eurent pour tâche de proposer une Charte des Tibétains en exil, distincte de la Constitution du Tibet,.
Cette même année, un « Comité de rédaction de la Constitution » dirigé par Juchen Thupten Namgyal, et comprenant quatre autres membres, Rikha Lobsang Tenzin, Wangdue Dorjee, Samdhong Rinpoché et Kirti Rinpoché, est formé.
Selon Jane Ardley, politologue de l'université de Keele, lors des débats sur la Charte, le dalaï-lama s'est exprimé en faveur d'un état laïc pour la politique tibétaine. Pour lui, l'union de valeurs spirituelles et laïques pourrait se réaliser par un engagement pour la non-violence et la paix.
En 1991, lors de la 11e Assemblée tibétaine, les députés tibétains adopèrent officiellement la Charte des Tibétains en exil et exercèrent toute l'autorité l'autorité législative.
Le 14 juin 1991, le Parlement tibétain en exil devint l’autorité législative des Tibétains en exil, incluant dans son mandat l’élection du Cabinet des ministres, et ratifia la Charte des Tibétains en exil.
Le texte de la Charte des tibétains en exil peut être trouvé intégralement sur le site du Bureau du Tibet de Londres.

#### Principaux articles de la Charte (1991)
Article 3. Nature de la politique tibétaine.
« La future politique devra respecter le principe de non-violence et s'efforcera de se constituer en un libre État-providence à la politique guidée par le Dharma, une République fédérale démocratique ; et la politique de l'administration tibétaine en exil sera conforme aux prescriptions spécifiées ci-après. Aucun amendement à cette Charte ne devra être pris sauf indication contraire spécifiée dans les Articles du Chapitre XI de cette Charte. »,
Article 9. Égalité devant la loi.
« Tous les citoyens tibétains sont égaux devant la loi et jouissent des droits et libertés énoncés dans la présent chapitre, sans subir de discrimination pour des motifs de naissance, de sexe, de race, de religion, de langue, d'origine sociale, riches ou pauvres, de poste élu ou de tout autre statut, imposé ou mérité ».
Article 10. Liberté de religion.
« Toutes les religions sont égales devant la loi. Tout Tibétain a le droit à la liberté de pensée, de conscience et de religion. Les droits religieux comportent la liberté de croire, d'être initié à des traditions religieuses, pratiquer conformément à l'engagement religieux, comme prêcher et vénérer toute religion, seul ou au sein d'une communauté ».
Article 17. Éducation et culture.
« (8) Il est obligatoire d'employer dans l'administration locale et non locale ainsi que dans les écoles primaires privées, moyennes et secondaires d'introduire graduellement le tibétain en tant que langue d'enseignement dans toutes les écoles, avec un accent particulier porté sur l'instruction morale enracinée dans les enseignements du bouddhisme ».
Article 19. Pouvoir exécutif.
« Les pouvoirs exécutifs de l’administration tibétaine sont dévolus à Sa Sainteté le Dalaï Lama, et sont exercés par Lui, soit directement soit par l’intermédiaire d’officiers qui lui sont subordonnés, conformément aux dispositions de la présente Charte. En particulier, Sa Sainteté le Dalaï Lama est habilité à exercer les pouvoirs ci-dessous en tant que dirigeant en chef du peuple tibétain :
- (a) approuver et promulguer les projets de loi et les règlements prescrits par l’Assemblée tibétaine ;
- (b) promulguer des lois et ordonnances qui ont force de loi ;
- (c) conférer les honneurs et les brevets de mérite ;
- (d) convoquer, ajourner, reporter et prolonger l’Assemblée tibétaine ;
- (e) envoyer des messages et des communications à l’Assemblée tibétaine chaque fois que nécessaire ;
- (f) dissoudre ou suspendre l’Assemblée tibétaine ;
- (g) dissoudre le Kashag (gouvernement) ou destituer un Kalon (ministre) ou des Kalon ;
- (h) convoquer des réunions d'urgence et spéciales de grande importance ;
- (j) autoriser un référendum dans les cas impliquant des grandes questions en suspens conformément à la présente charte ».

Article 31.1. Conseil de régence.
« Le Parlement tibétain peut décider impérativement dans les intérêts les plus hauts de l’administration tibétaine et du peuple tibétain, à la majorité des deux tiers et en consultation avec la commission suprême de justice tibétaine, que les fonctions exécutives du dalaï-lama soient exercées par un Conseil de régence. ».
Article 36. Pouvoir législatif.
« Tout pouvoir législatif et autorité réside dans l’Assemblée tibétaine. Les décisions de celles-ci requièrent l’approbation de Sa Sainteté le Dalaï Lama pour devenir des lois ».
Article 115. Conflits dans la traduction.
« Une traduction officielle du présent document en anglais ou dans toute autre langue, approuvée par l'Assemblée tibétaine, est reconnue comme une traduction exacte. À la condition que si un conflit surgit au sujet de l'interprétation de termes, d'expressions ou de significations dans le présent document, le texte original tibétain est considéré comme faisant autorité ».

#### Amendement de la Charte (2001)
En avril 2001, à la demande du dalaï-lama, la Charte fut amendée de façon à permettre l'élection du Premier ministre tibétain, qui ensuite devait nommer les Kalons (ministres) et demander l'approbation du parlement tibétain en exil pour leurs nominations. La Charte stipule que le Cabinet des ministres devrait comprendre au maximum 8 membres.
En 2003, le Premier ministre Samdhong Rinpoché déclara lors d’une interview que si le dalaï-lama jouait un rôle très important et efficace en rapport avec la Charte, il avait annoncé à plusieurs reprises son souhait de prendre sa retraite. Il précisa que cela nécessitait d’amender la Charte, mais qu’à cette époque le dalaï-lama déléguait déjà son pouvoir de plus en plus au cabinet des ministres et qu’il ne souhaitait pas que les ministres lui demandent son approbation pour chaque décision.

#### Amendements de la Charte (2011)
À la suite de la retraite du dalaï-lama, des amendements durent être apportés à la Charte. Le dalaï-lama invita le Parlement à les élaborer.
Après des débats durant plusieurs jours pour modifier la Charte à la suite de la proposition du dalaï-lama de renoncer aux pouvoirs politiques que lui confèrent la Charte, le parlement tibétain a accepté par consensus de procéder à des amendements. Un Comité de rédaction d'amendement de la Constitution composé de 5 membres représentant le Kashag (Cabinet) et le Parlement en exil, a été désigné par une résolution adoptée à l'unanimité par la 14e Assemblée tibétaine. Le comité est formé de Penpa Tsering, Dolma Gyari et Pema Jungney, président, vice-présidente et ancien président du Parlement, Samdhong Rinpoché (premier ministre), Thupten Lungrik, ministre de l'Éducation. Les membres du Parlement sont également convenu d'organiser une "session extraordinaire" pour la mise en œuvre des amendements de la Charte.
Le nouveau préambule de la Charte affirme « la garantie de continuité de l’Administration centrale tibétaine dans son rôle d’entité gouvernante légitime et représentante du peuple tibétain tout entier, qui est le détenteur de la souveraineté ».

#### Aspects juridiques de la Charte
Selon Julien Cleyet-Marel, sur un plan juridique, la Charte, acceptée par l’État indien, organise l’exercice du pouvoir au sein de la diaspora tibétaine en Inde.
Le texte, qualifié de constitution moderne par Julien Cleyet-Marel, consacre nombre de droits dans l’esprit de la Déclaration universelle des droits de l'homme, ainsi que d’autres droits, de nature vernaculaire et spécifique à la culture tibétaine. La constitution organise le fonctionnement des organes du gouvernement tibétain en exil, le Parlement tibétain en exil, le Kashag ou Cabinet ministériel et la Commission suprême de justice tibétaine fondée en 1992, dont Lobsang Dargyal fut le premier commissaire en chef.

## La Constitution tibétaine: une étape démocratique importante
Pour Sophie Behrens Lehman, la création de la « constitution du Tibet » en 1961 représenta une étape démocratique importante. Selon Julien Cleyet-Marel, la Constitution tibétaine a pour but de permettre, par un processus lent et graduel, la responsabilisation des Tibétains en exil pour la politique du Tibet, afin de créer une cohésion sociale et politique du peuple tibétain en exil par des institutions démocratiques même en l'absence du dalaï-lama.

## Compatibilité avec la Constitution chinoise
En 2003, le dalaï-lama rappelait sa demande d’une autonomie réelle du Tibet dans le cadre de la constitution chinoise.
En juillet 2008, selon Tondrub Wangben, la Chine affirma que le dialogue au sujet de l'autonomie du Tibet par le dalaï-lama avec la Chine doit s'inscrire dans le cadre de la Constitution de la Chine.
Lors de la 7e série de pourparlers tibéto-chinois (1 au 2 juillet 2008), les représentants de la Chine ont invité les représentants du dalaï-lama à faire part des suggestions de celui-ci notamment sur le niveau et le type d’autonomie recherché dans le respect de la Constitution de la République populaire de Chine. Aussi, lors de la 8e série de pourparlers, les représentants du dalaï-lama ont-ils présenté un « Mémorandum sur l’autonomie effective pour le peuple tibétain ». Ce Mémorandum, rendu public en novembre 2008, affirme que la Constitution de la République populaire de Chine comprend des principes sur l’autonomie et l’autogouvernance compatibles avec les souhaits des Tibétains. Le Mémorandum affirme notamment que la mise en œuvre de l’autonomie devrait permettre aux Tibétains de constituer un gouvernement et des institutions régionales, de légiférer sur les questions régionales, et d’être représentés au niveau du Gouvernement central chinois, tout en définissant une séparation des pouvoirs entre le Gouvernement central chinois et la région autonome tibétaine.

## «Constitution du Tibet Libre» ou «Constitution pour le Tibet futur»
Le 26 février 1992, le dalaï-lama publie son projet pour un futur Tibet dans ses « Lignes directrices de la politique du Tibet futur et les traits fondamentaux de sa Constitution ». Le 14e dalaï-lama a lui-même indiqué : « Je crois qu'à l'avenir, le Tibet devrait avoir un système parlementaire multiparti et 3 organes gouvernementaux (législatif, exécutif et judiciaire), avec une séparation claire des pouvoirs et investis des puissances et de l'autorité égales ».
La « Constitution du Tibet Libre » sera élaborée au cours de la résolution de la question du Tibet.

## Avis critiques

### Contestation du caractère démocratique et laïc de la constitution
En 2008, à la suite des émeutes urbaines à Lhassa, le sénateur Jean-Luc Mélenchon exprime son désaccord sur « le boycott des jeux de Pékin et la propagande anti-chinoise ». Son intervention sur Europe 1, sur France 2 et sur son blog entraîne une polémique,,. Au cours de différents débats, les défenseurs de « la cause du Tibet » lui ont fait valoir l’existence de la Constitution du Tibet et de sa vocation démocratique, comme Jean-Paul Ribes, le président du Comité de soutien au peuple tibétain, le 14 avril 2008. Sur son blog, Jean-Luc Mélenchon conteste le caractère démocratique de la constitution, l'indépendance du pouvoir législatif (Article 36 : « Tout pouvoir législatif et autorité réside dans l’Assemblée tibétaine. Les décisions de celles-ci requièrent l’approbation de Sa Sainteté le Dalaï Lama pour devenir des lois »). Il critique la « concentration monarchique du pouvoir prévue par cette Constitution » (Article 19 : « Le pouvoir exécutif de l’administration tibétaine est dévolu à Sa Sainteté le Dalaï Lama, et doit être exercé par lui, soit directement ou par l’intermédiaire d’officiers qui lui sont subordonnés, conformément aux dispositions de la présente Charte). Il conteste aussi le caractère laïc de la constitution par la lecture de l'article 3 qui y introduit le Dharma qu'il compare à la Charia dans les constitutions islamiques. (« L’avenir politique tibétain doit respecter le principe de la non-violence et s’efforcer d’être un libre État de la protection sociale avec sa politique guidée par le Dharma »).
Pour Nathalie Gauthard, cette référence au Dharma a été utilisée par les détracteurs du dalaï-lama (elle cite Jean-Luc Mélenchon) pour souligner l'aspect théocratique de la Charte, en opposition aux valeurs laïques de la démocratie.
Pour le Dr N. Subramanya, cette mention du Dharma (religion) ne veut pas dire théocratie, elle se réfère simplement à un code éthique. Le Tibet sera « laïc ». L’usage abusif ou plutôt inapproprié du terme laïcité a mené à une déformation de sa signification. Il est souvent compris comme antireligieux ou opposée à la spiritualité. La laïcité dans un Tibet libre signifierait que l'état serait conscient de ses limites, et n'interférerait pas avec la sphère privée de la vie spirituelle.

### Une constitution liant sphère religieuse et sphère politique
En août 2008, Dominique Bari, journaliste spécialiste de la Chine à L'Humanité, reprend les arguments de Jean-Luc Mélenchon : cette constitution lie sphère religieuse et sphère politique, se terminant par une résolution spéciale, approuvée en 1991, qui proclame l'obligation politico-religieuse de « la foi » et de « l'allégeance » à l'égard du dalaï-lama, appelé à « rester avec nous à jamais comme notre chef suprême spirituel et temporel » :
« Tous les Tibétains, dans le Tibet et en exil, sont et restent profondément reconnaissants à Sa Sainteté le Dalaï Lama, et s’engagent à nouveau à établir notre foi et notre allégeance à la direction de Sa Sainteté le Dalaï Lama, et à prier avec ferveur pour qu’il puisse rester avec nous à jamais comme notre chef suprême spirituel et temporel »,.
Selon Bertrand Odelys, cette résolution rédigée en 1990 par l'Assemblée tibétaine en exil, exprime la demande faite au dalaï-lama, de demeurer son chef politique tant que les Tibétains seront en exil, c'est-à-dire jusqu'à la « libération du Tibet », une demande qu'il a acceptée.
En 2011, le 14e dalaï-lama affirme avoir sécularisé les institutions tibétaines en exil en mettant en place une séparation entre l'autorité spirituelle du dalaï-lama et la direction politique de la diaspora tibétaine.